# ای‌سی گریهوند

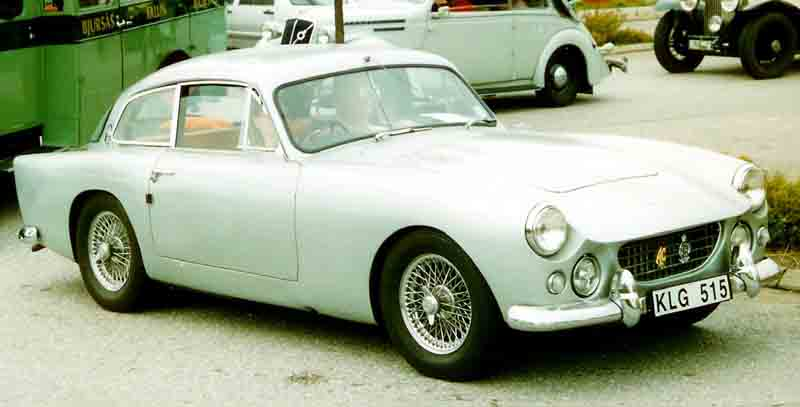

ای‌سی گریهوند (AC Greyhound) خودرویی است که در سال‌های ۱۹۵۹–1963> تولید شده‌است.
این خودرو در کلاس کوپه قرار گرفته و است. سیستم جعبه‌دندهٔ آن ۴ دنده به صورت دستی است.